# Megachile tkalcui
Megachile tkalcui är en biart som beskrevs av Van der Zanden 1996. Megachile tkalcui ingår i släktet tapetserarbin, och familjen buksamlarbin. Inga underarter finns listade i Catalogue of Life.